# الأوغاد (فلم أنيميشن)
الأوغاد (بالفرنسية: Les Lascars) هو فيلم أنيميشن وكوميديا ودراما تم إنتاجه في فرنسا وألمانيا وصدر سنة 2009، بطولة فينسنت كاسل وهو مقتبس من مسلسل كرتوني قصير يحمل نفس الاسم.

## القصة
يعرض الفيلم قصّة لصّين صغيرين وصديقين عملا معًا طويلًا، لكن حين يقع أحدهما في الحب ويقرر ترك رفيقه يبدأ الثاني بتجارة المخدرات.

## وصلات خارجية
- مقالات تستعمل روابط فنية بلا صلة مع ويكي بيانات

- الأوغاد على IMDb